# Blausac
Blausac (en francès Blauzac) és un municipi francès situat al departament del Gard i a la regió d'Occitània.